# اسناد افغانستان
اسناد افغانستان (Afghanistan Papers)، مجموعه‌ای از مصاحبه‌های مرتبط به جنگ ایالات متحده در افغانستان است، که توسط سر مفتش ویژه برای بازسازی افغانستان (SIGAR) تهیه گردیده و توسط واشینگتن پُست در ۲۰۱۹ میلادی پس از درخواست قانون آزادی اطلاعات چاپ شده‌است. این اسناد نشان‌داد که مقامات بلند مرتبه به‌طور معمول بر این عقیده بودند که جنگ افغانستان غیرقابل پیروزی است و این نظر را از مردم عام پنهان می‌کردند. به دلیل مشکل بودن ایجاد معیارهای هدفمند برای پیمایش موفقیت، معلومات در طول جنگ مورد دست‌کاری قرار می‌گرفت. خبرنگار شبکه NPR، لولو گارشیا-ناوارو پس از مقایسه این اسناد با اسناد پنتاگون «تلاش‌های واضح و پیوسته حکومت ایالات متحده مبنی بر گمراه سازی عمدی مردم عامه» را برملا ساخت.

## گزارش‌های اولیه در واشینگتن پُست
نخستین مقاله‌ای که بر مبنای این اسناد نوشته شده بود، تحت عنوان «جنگ با حقیقت» توسط گزارش‌گر واشینگتن پُست به‌نام کریگ وایتلاک در ۹ دسامبر ۲۰۱۹ منتشر شد. مدت کوتاهی پس از آن، مقالات متعددی در ادامه مقاله کریگ منتشر شد.
یکی از مقامات در مصاحبه‌ای که از طریق برنامه درس‌های آموخته شده این آژانس برگزار شده بود، پیش‌بینی نمود که حدود ۴۰ درصد کمک‌های ایالات متحده به افغانستان از سال ۲۰۰۱ بدین‌سو در نهایت به جیب مقامات فاسد، جنگ‌سالاران، مجرمین و شورشی‌ها رفته‌است. رایان کراکر، سفیر پیشین ایالات متحده در افغانستان و عراق طی مصاحبهٔ با تحقیق کننده‌گان در ۲۰۱۶ میلادی گفت که، «شما نمی‌توانید به همین سادگی این مقدار هنگفت پول را در یک دولت و جامعه شکننده واریز کنید و سپس بکوشید تا فساد را بیشتر دامن نزنید».

## واکنش‌های مقامات عمومی
به دلیل ماهیت محتوای اسناد افغانستان، مقامات مختلف دولتی تنها در عرض چند روزی پس از انتشار نخستین مقاله وایتلاک واکنش نشان دادند. نمونهٔ از نظریه‌های سیاست‌مداران در زیر بیان شده‌است:
سناتور رند پال: «من فکر می‌کنم مردان و زنان جوان ما که به جنگ می‌فرستیم، بهترین و روشن‌ترین افراد ما هستند، مستحق بهتر از این‌ها هستند. آن‌ها حق دارند به‌طور شفاف در مورد مأموریت بدانند. من چندین سال است که می‌گویم نمی‌توانم در هیچ جایی جنرالی را پیدا کنم، که به من بگوید، مأموریت واقعی ما در افغانستان که به دنبال رسیدن به آن هستیم، چه چیزی است؟».
سناتور کرستن جیلیبرند: «ما همه امروز در گزارش چشمگیر واشینگتن پُست خواندیم که می‌گفت مقامات اداری، به احتمال بالقوه مقامات نظامی، مردم آمریکا را در رابطه جنگ افغانستان به گمراهی کشیده‌اند. من کتباً درخواست استماع دارم، تا به این نگرانی‌های عمیق در مورد افشاسازی‌های جنگ افغانستان پرداخته شود».
نماینده مجلس تولسی گبرد بیان داشت، که وی قانونی را برای بررسی کنگره در مورد «دروغ‌گویی و هدردادن مالیات، مالیه دهندگان» و زندگی‌های نظامیان ایالات متحده، معرفی خواهد کرد. وی مجتمع نظامی صنعتی، قراردادی‌ها و شرکت‌های مشورتی را متهم به نفع‌بردن از «یک کلاه‌برداری نمود که پس از حملات یازده سپتامبر تنها در افغانستان بیش از یک تریلیون دلار به مالیه دهندگان آمریکایی ضرر رسانده‌اند». گبرد مجدداً روی درخواست خود مبنی بر بازگرداندن نیروهای آمریکایی از افغانستان به خانه تأکید کرد.
معاون پیشین رئیس‌جمهور، جو بایدن، خود را از سیاست باراک اوباما در مورد جنگ افغانستان دور نموده و بیان داشت که: «من کسی هستم که از همان اول استدلال نمودم، که فرستادن موجی از نیروها به افغانستان یک اشتباه بسیار بزرگ است».